# Opéra de Chemnitz
L’opéra de Chemnitz (en allemand Chemnitzer Opernhaus) est une salle de spectacle située à Chemnitz (Allemagne).

## Historique
Il a été bâti entre 1906 et 1909 par l'architecte Richard Möbius (de). Il se trouve sur la Theaterplatz, entre le König-Albert-Museum et la Petrikirche (église Saint-Pierre).
Pendant la Seconde Guerre mondiale, le bâtiment a été très endommagé, et a dû être reconstruit entre 1947 et 1951. Il a été rénové entre 1988 et 1992. Il est considéré comme une des salles de spectacle les plus modernes d'Europe. Il renferme 720 places.

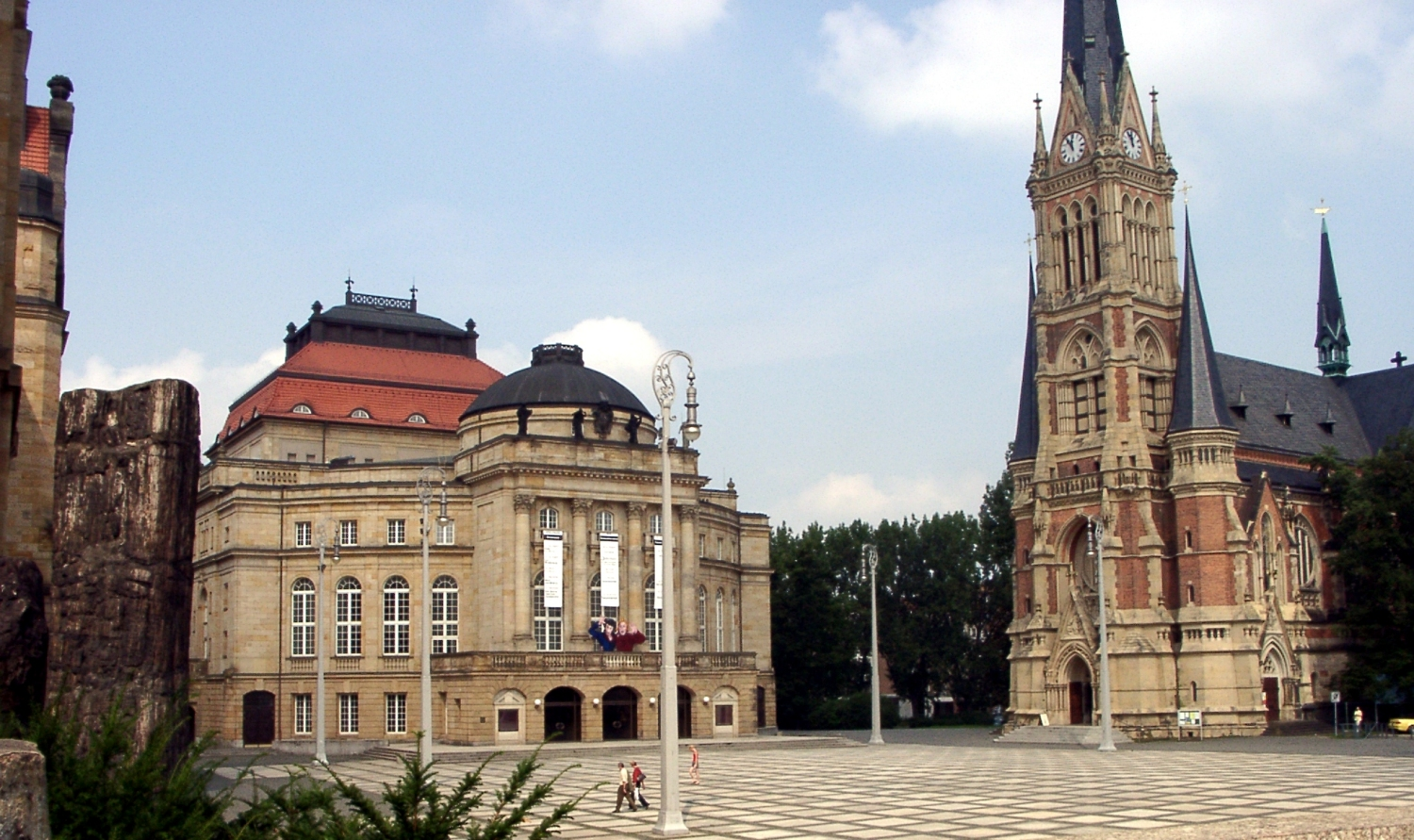
Theaterplatz.